# Henri Gaussen

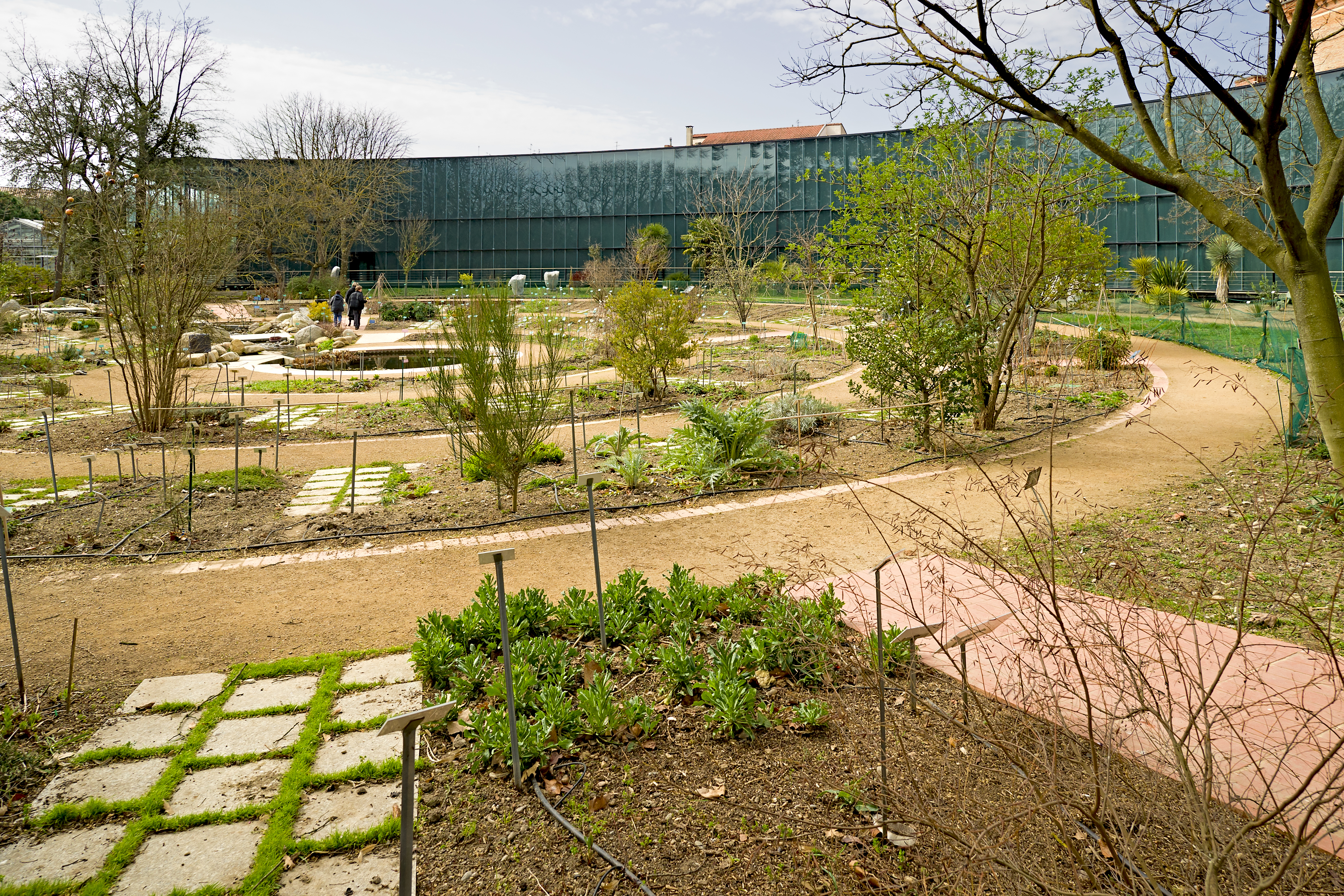
Muséum de Toulouse : A espiral etnobotânica do Jardin botanique Henri Gaussen.

Henri Gaussen (Cabrières-d'Aigues, Vaucluse, 14 de julho de 1891 — Toulouse, 27 de julho de 1981) foi um botânico e biogeógrafo francês.

## Biografia
Em 1926, Gaussen defendeu a sua tese (mémoire) tendo como tema a vegetação da metade oriental dos Pirenéus, e lançou as bases para o seu futuro trabalho, na fronteira entre biogeografia e a cartografia da vegetação. Gaussen está na origem da noção de estágios altitudinais e de sucessão ecológica, sendo um dos fundadores da moderna fitogeografia.
Na história da cartografia francesa da vegetação, foi um precursor: baseado no Mapa botânico e florestal da França à escala 1/200 000 elaborado por Charles Flahault em 1897, publicou em 1936, após 10 anos de trabalho, o Mapa da cobertura vegetal da França à escala 1/1 000 000 (quatro folhas NE, NO, SE), concluído após sua morte pelo serviço da carta fitogeográfica de Toulouse (Service de la carte phytogéographique de Toulouse) que ele criara e dirigira no seio do Centro Nacional de Investigação Científica (CNRS).
Foi autor de muitos projetos semelhantes em outros países, entre os quais um Mapa da vegetação da África Ocidental Francesa à escala 1/200 000 (Orstom, 1951 -1957) dos quais assinou, com Guy Roberty e Jean Trochain, a folha da região de Thiès. O seu trabalho no campo da fitogeografia levou a um grande número de avanços e ferramentas como o índice de Gaussen, o índice xerotérmico e o diagrama ombrotérmico.
Foi também por iniciativa de Gaussen que foi fundado o laboratório silvo-pastoril de Jouéou (futuro laboratório florestal), criado em 1922, e da sua ação resultou o dinamismo e reputação do ensino e investigação em botânica na Universidade de Toulouse. Grande viajante, foi também o criador de uma seção científica no Instituto Francês de Pondicherry. Henri Gaussen foi professor em Toulouse toda a sua vida, onde foi eleito provrdor da Academia de Jogos Florais (Académie des Jeux floraux) em 1958.
Tendo acumulado um número impressionante de fotografias pessoais, doou a sua coleção para incorporação nos Arquivos Departamentais de Haute-Garonne, onde podem ser consultados.
Em reconhecimento pelo seu trabalho científico na cartografia da cobertura vegetal e ecologia, recebeu em 1971 o grande prémio da Sociedade de Geografia de Paris pelos seus trabalhos e publicações geográficas.
Em sua honra foi criado o Prémio Henri-Gaussen (Prix Henri-Gaussen), concedido pela Académie des sciences, inscriptions et belles-lettres de Toulouse, para reconhecer em cada ano uma obra científica sobre a cadeia dos Pirenéus. O seu nome foi também dado ao jardim botânico anexo ao Museu de Toulouse, o Jardin botanique Henri-Gaussen. Uma avenida no bairro dos Minimes de Toulouse também tem o seu nome.

## Obras
Entre muitas outras, Henri Gaussen é autor das seguintes obras:
- Predefinição:Citar livr ; com 2.ª edição inteiramente revista em 1954.
- Paul Lechevalier, ed. (1934). Géographie Botanique et Agricole des Pyrénées Orientales (10 pl., 2 cartas coloridas.) (em francês). Paris: [s.n.] 392 páginas
- Les Gymnospermes actuelles et fossiles. Travaux du laboratoire forestier de Toulouse 2 (em francês). [S.l.]: faculté des sciences de Toulouse. 1946–1979
- Montagnes. La Vie aux hautes altitudes (em francês). [S.l.]: Horizons de France. 1955 (em colaboração com Paul Barruel).

É também autor de múltiplos artigos, entre os quais:
- . "Les Cultures en terrasses dans le bassin méditerranéen occidental"   (fr)..
- . "Le Dynamisme des biocénoses végétales"   (fr)..
- (dezembro de 1966). "Habitations humaines dans les Pyrénées et les Alpes"   (fr).

Foi igualmente editor do periódico Travaux du Laboratoire forestier de Toulouse.